# Cuvée des Jacobins Rouge
Cuvée des Jacobins Rouge is een Belgisch bier van hoge gisting.
Het bier wordt gebrouwen in Brouwerij Omer Vander Ghinste te Bellegem.
Het is een roodbruin bier met een alcoholpercentage van 5,5%. Het bier bestaat voor 100% uit oude lambiek, die 18 maanden gerijpt is op houten foeders. Het is een zuur bier met toetsen van vanille en rood fruit.
De naam Jacobins verwijst naar de Rue des Jacobins in Parijs waar zich het Dominicanenklooster, het Hospice Saint Jacques bevindt. Het klooster werd in 1218 gebouwd om pelgrims die op weg waren naar Santiago de Compostella te herbergen. Toen Omer Rémi (Omer II) Vander Ghinste tijdens de Eerste Wereldoorlog daar korte tijd verbleef, kreeg hij het idee de naam later te gebruiken voor een van zijn bieren.